# جنگی برای فردا
جُنگی برای فردا مجموعه تلویزیونی ایرانی به کارگردانی هنری «مجید مظفری» است که در سال ۱۳۶۴ از برنامهٔ کودک و نوجوان شبکه ۱ سیمای جمهوری اسلامی ایران پخش شد.